# Canillo (cratera)
Canillo é uma cratera marciana. Tem como característica 25 quilômetros de diâmetro. Deve o seu nome a Canillo, uma localidade de Andorra.